# 基吉宫

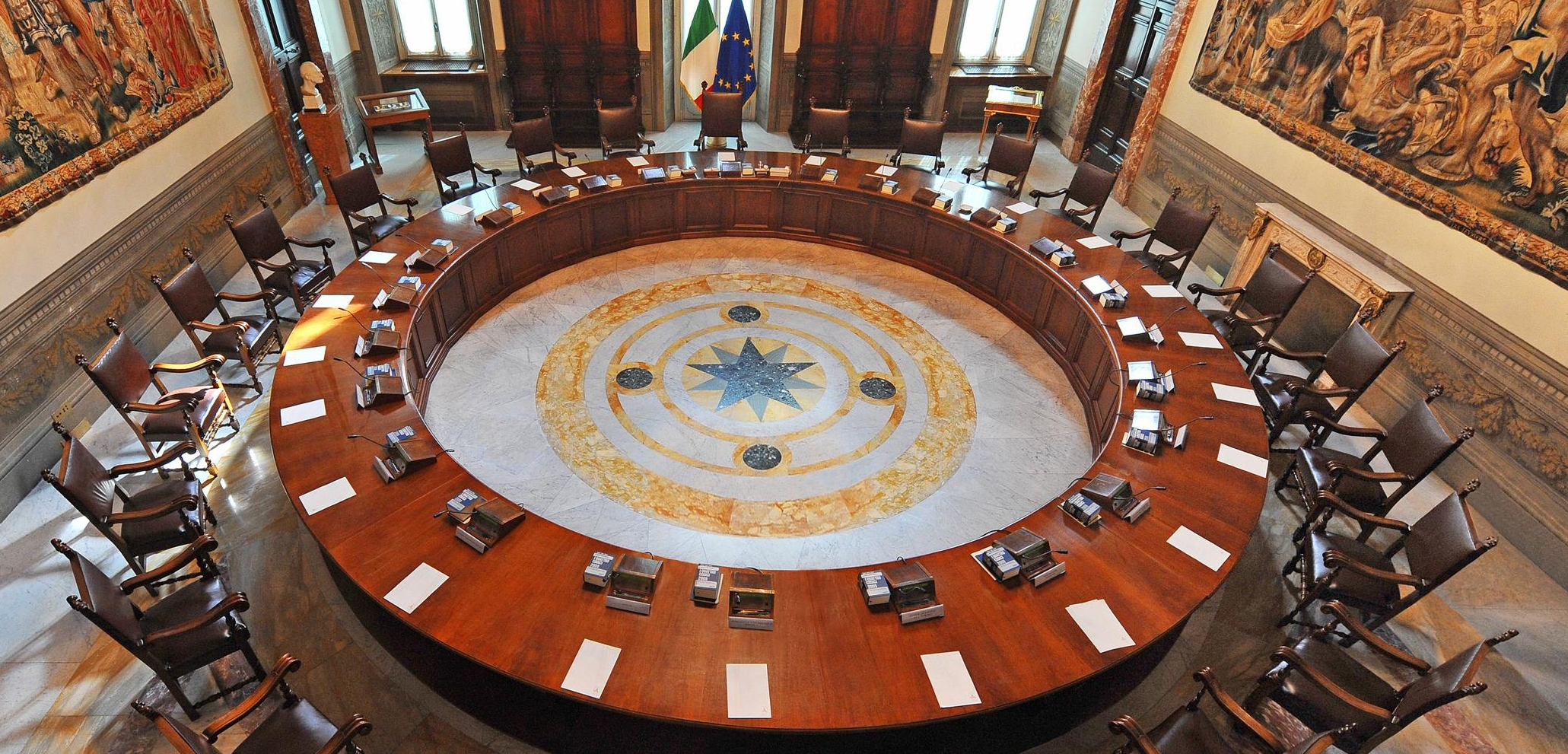
部长会议厅

基吉宫（義大利語：Palazzo Chigi）是意大利罗马的一座历史建筑，建于1562-1580年，位于圆柱广场北侧，科尔索路西侧。現為意大利总理（正式名稱為「部长会议主席」（義大利語：Presidente del Consiglio dei Ministri））府。

## 历史

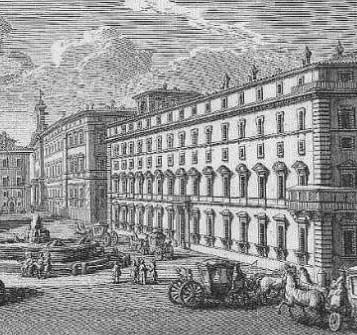
18世纪的基吉宫，时前有喷泉

该建筑最初属于阿尔多布兰蒂尼家族，1659年归属基吉家族并加以改建。1878年成为奥匈帝国的大使馆。1916年被意大利政府收购，成为殖民地事务部长驻地，后来改为外交部长官邸。1961年成为部长会议的正式会议场所。现为意大利总理的官邸。
该建筑共有五层，有宽大的楼梯，庭院设有喷泉，意大利很多地方都模仿这个喷泉。